# Euroliga Femenina 2024-25
La Euroliga Femenina 2024-25 fue la 67.ª edición del campeonato europeo de clubes femeninos de baloncesto organizado por FIBA, además de ser la 29.ª edición con el nombre de Euroliga Femenina.
La temporada comenzó el 18 de septiembre de 2024 con la ronda de clasificación y acabó el 13 de abril de 2025 con la final de la Final Six.

## Formato
La competición estrenará nuevo formato. Consta de varias fases: ronda de clasificación, temporada regular (dividida en dos rondas), play-in y Final Six.

### Ronda de clasificación
Participan 6 equipos, de los cuales 3 pasan a la siguiente ronda. Los equipos obtendrán su pase a la siguiente ronda al ganar una eliminatoria contra otro equipo. Los perdedores de las eliminatorias caerán repescados a la EuroCup 2024-25. La eliminatoria será a doble partido (ida y vuelta) y la gana el equipo que llegue a sumar más puntos entre los dos partidos. 

### Temporada regular (Primera ronda)
Los 16 clubes se dividirán en 4 grupos (A, B, C y D) de 4 equipos cada grupo, jugando en un formato de todos contra todos (ida y vuelta). Los 3 mejores equipos de cada grupo avanzarán a la segunda ronda y los últimos clasificados de cada grupo pasaran a jugar en la EuroCup donde pasarán a disputar la 1ª Ronda de Playoffs de dicha competición.

### Temporada regular (Segunda ronda)
Los 3 equipos del grupo A y los 3 del grupo B se juntarán en un nuevo grupo: el grupo E. En este, los equipos del A se enfrentarán únicamente a los del B a doble partido (ida y vuelta). Lo mismo sucederá entre los 3 equipos del grupo C y los 3 del D, formando así el grupo F.
La clasificación final de los dos grupos de esta ronda se determinará a partir de los resultados de los partidos realizados en esta ronda y aprovechando los resultados de los equipos en la anterior ronda.
Los 4 primeros de cada grupo pasarán a disputar la siguiente ronda: los Play-ins. Los 2 últimos clasificados en cada grupo quedarán eliminados.

### Play-ins
Los primeros clasificados de un grupo de la segunda ronda se enfrentarán a los segundos del otro grupo en las semifinales del play-in. Los ganadores jugarán las semifinales de la Final Six y los perdedores jugarán los cuartos de final de la Final Six.
Los terceros clasificados de un grupo de la segunda ronda se enfrentarán a los cuartos clasificados del otro grupo en los cuartos de final del play-in. Los ganadores jugarán los cuartos de final de la Final Six y los perdedores quedarán eliminados.
Todos los partidos del play-in se jugarán a ida y vuelta.

### Final Six
Estará formado por cuartos de final, semifinales y la final.
En los cuartos de final habrá 2 duelos en los que los perdedores de las semifinales del play-in se enfrentarán a los ganadores de los cuartos de final del  play-in. Los ganadores se enfrentarán en las semifinales de la Final Six a los ganadores de las semifinales del play-in. Los 2 vencedores de las semifinales se enfrentarán en la final. El equipo ganador de la final se considerará el ganador de toda la competición.
Todas las eliminatorias que se jueguen en la Final Six serán a partido único en sede única.

## Calendario
| Fase                               | Ronda             | Fecha                    | Fecha                    | Fecha                    |
| ---------------------------------- | ----------------- | ------------------------ | ------------------------ | ------------------------ |
| Sorteo                             |                   | 18 de julio de 2024      |                          |                          |
| Ronda de clasificación             | Partido de ida    | 18 de septiembre de 2024 | 18 de septiembre de 2024 | 18 de septiembre de 2024 |
| Ronda de clasificación             | Partido de vuelta | 25 de septiembre de 2024 | 25 de septiembre de 2024 | 25 de septiembre de 2024 |
| Termporada regular (Primera ronda) | Jornada 1         | 9 de octubre de 2024     | 9 de octubre de 2024     | 9 de octubre de 2024     |
| Termporada regular (Primera ronda) | Jornada 2         | 16 de octubre de 2024    | 16 de octubre de 2024    | 16 de octubre de 2024    |
| Termporada regular (Primera ronda) | Jornada 3         | 23 de octubre de 2024    | 23 de octubre de 2024    | 23 de octubre de 2024    |
| Termporada regular (Primera ronda) | Jornada 4         | 29 de octubre de 2024    | 29 de octubre de 2024    | 29 de octubre de 2024    |
| Termporada regular (Primera ronda) | Jornada 5         | 20 de noviembre de 2024  | 20 de noviembre de 2024  | 20 de noviembre de 2024  |
| Termporada regular (Primera ronda) | Jornada 6         | 27 de noviembre de 2024  | 27 de noviembre de 2024  | 27 de noviembre de 2024  |
| Termporada regular (Segunda ronda) | Jornada 1         | 11 de diciembre de 2024  | 11 de diciembre de 2024  | 11 de diciembre de 2024  |
| Termporada regular (Segunda ronda) | Jornada 2         | 18 de diciembre de 2024  | 18 de diciembre de 2024  | 18 de diciembre de 2024  |
| Termporada regular (Segunda ronda) | Jornada 3         | 8 de enero de 2025       | 8 de enero de 2025       | 8 de enero de 2025       |
| Termporada regular (Segunda ronda) | Jornada 4         | 15 de enero de 2025      | 15 de enero de 2025      | 15 de enero de 2025      |
| Termporada regular (Segunda ronda) | Jornada 5         | 22 de enero de 2025      | 22 de enero de 2025      | 22 de enero de 2025      |
| Termporada regular (Segunda ronda) | Jornada 6         | 28 de enero de 2025      | 28 de enero de 2025      | 28 de enero de 2025      |
| Play-ins                           | Partido de ida    | 19 de febrero de 2025    | 19 de febrero de 2025    | 19 de febrero de 2025    |
| Play-ins                           | Partido de vuelta | 26 de febrero de 2025    | 26 de febrero de 2025    | 26 de febrero de 2025    |
| Final Six                          | Cuartos de final  | 9 de abril de 2025       | 9 de abril de 2025       | 9 de abril de 2025       |
| Final Six                          | Semifinales       | 11 de abril de 2025      | 11 de abril de 2025      | 11 de abril de 2025      |
| Final Six                          | Final             | 13 de abril de 2025      | 13 de abril de 2025      | 13 de abril de 2025      |

## Equipos participantes
Un total de 19 equipos participaron en esta edición: 6 equipos desde la ronda de clasificación y 13 directamente en la temporada regular.
| Temporada regular      | Temporada regular    |
| ---------------------- | -------------------- |
| ZVVZ USK Praha         | Uni Györ             |
| Perfumerías Avenida    | Beretta Famila Schio |
| Valencia Basket        | Umana Reyer Venezia  |
| Tango Bourges Basket   | KGHM BC Polkowice    |
| ESB Villeneuve-d'Ascq  | CBK Mersin           |
| Olympiacos SFP         | Fenerbahçe           |
| DVTK Hun-Therm         |                      |
| Ronda de clasificación |                      |
| Žabiny Brno            | KSC Szekszárd        |
| Casademont Zaragoza    | CMS Constanța        |
| Basket Landes          | Beşiktaş             |

| Ubicación Participantes |
| --- |
| Valencia Basket ZVVZ USK Praha Olympiacos SFP Tango Bourges Basket Basket Landes Casademont Zaragoza ESB Villeneuve-d'Ascq Perfumerías Avenida SERCO Uni Gyor Beretta Famila Schio Çukurova BK Mersin Umana Reyer Venezia Žabiny Brno KGHM BC Polkowice DVTK Hun-Therm KSC Szekszárd CMS Constanța Estambul Beşiktaş JK Fenerbahçe Alagöz Holding |
| Rojo: Grupo A; Verde: Grupo B; Naranja: Grupo C; Azul: Grupo D; Púrpura: Fase de Clasificación. |

## Ronda de clasificación
| Equipo 1      | Agr.    | Equipo 2            | Ida   | Vuelta |
| ------------- | ------- | ------------------- | ----- | ------ |
| Žabiny Brno   | 147–139 | TARR KSC Szekszárd  | 67–66 | 80–73  |
| CMS Constanța | 109–146 | Casademont Zaragoza | 57–75 | 52–71  |
| Beşiktaş      | 128–164 | Basket Landes       | 70–84 | 58–80  |

Fuente: FIBA

## Temporada regular

### Primera ronda

#### Grupo A
| Pos. | Equipo               | PJ | G | P | PF  | PC  | DP  | Pts | Clasificación   |  | LAN   | SCH   | AVE   | DVTK  |
| ---- | -------------------- | -- | - | - | --- | --- | --- | --- | --------------- |  | ----- | ----- | ----- | ----- |
| 1    | Basket Landes        | 6  | 4 | 2 | 360 | 372 | −12 | 10  | Segunda ronda   |  | —     | 68–59 | 59–58 | 55–54 |
| 2    | Beretta Famila Schio | 6  | 4 | 2 | 428 | 382 | +46 | 10  | Segunda ronda   |  | 64–60 | —     | 92–58 | 71–57 |
| 3    | Perfumerías Avenida  | 6  | 3 | 3 | 401 | 401 | 0   | 9   | Segunda ronda   |  | 81–52 | 69–79 | —     | 67–55 |
| 4    | DVTK HUN-Therm       | 6  | 1 | 5 | 356 | 390 | −34 | 7   | EuroCup 2024-25 |  | 56–66 | 70–63 | 64–68 | —     |

 Fuente: 
Notas:
1. 1 2  Basket Landes 128–123 Beretta Familia Schio

#### Grupo B
| Pos. | Equipo               | PJ | G | P | PF  | PC  | DP   | Pts | Clasificación   |  | MER   | TAN   | ZAB   | OLY   |
| ---- | -------------------- | -- | - | - | --- | --- | ---- | --- | --------------- |  | ----- | ----- | ----- | ----- |
| 1    | CBK Mersin           | 6  | 6 | 0 | 477 | 386 | +91  | 12  | Segunda ronda   |  | —     | 80–76 | 88–74 | 87–58 |
| 2    | Tango Bourges Basket | 6  | 4 | 2 | 488 | 407 | +81  | 10  | Segunda ronda   |  | 66–77 | —     | 91–70 | 82–62 |
| 3    | Žabiny Brno          | 6  | 2 | 4 | 423 | 453 | −30  | 8   | Segunda ronda   |  | 45–64 | 65–85 | —     | 92–61 |
| 4    | Olympiacos SFP       | 6  | 0 | 6 | 365 | 507 | −142 | 6   | EuroCup 2024-25 |  | 67–81 | 53–88 | 64–77 | —     |

 Fuente: 

#### Grupo C
| Pos. | Equipo                | PJ | G | P | PF  | PC  | DP   | Pts | Clasificación   |  | FEN   | CAS   | POL    | VIL   |
| ---- | --------------------- | -- | - | - | --- | --- | ---- | --- | --------------- |  | ----- | ----- | ------ | ----- |
| 1    | Fenerbahçe Opet       | 6  | 6 | 0 | 520 | 409 | +111 | 12  | Segunda ronda   |  | —     | 84–64 | 90–61  | 95–75 |
| 2    | Casademont Zaragoza   | 6  | 4 | 2 | 418 | 412 | +6   | 10  | Segunda ronda   |  | 69–80 | —     | 76–73  | 68–59 |
| 3    | KGHM BC Polkowice     | 6  | 1 | 5 | 458 | 491 | −33  | 7   | Segunda ronda   |  | 88–90 | 63–72 | —      | 90–63 |
| 4    | ESB Villeneuve-d'Ascq | 6  | 1 | 5 | 402 | 486 | −84  | 7   | EuroCup 2024-25 |  | 52–81 | 53–69 | 100–83 | —     |

 Fuente: 
Notas:
1. 1 2  KGHM BC Polkowice 173–163 ESB Villeneuve-d'Ascq

#### Grupo D
| Pos. | Equipo              | PJ | G | P | PF  | PC  | DP  | Pts | Clasificación   |  | VAL   | PRA   | REY    | GYO   |
| ---- | ------------------- | -- | - | - | --- | --- | --- | --- | --------------- |  | ----- | ----- | ------ | ----- |
| 1    | Valencia Basket     | 6  | 5 | 1 | 457 | 406 | +51 | 11  | Segunda ronda   |  | —     | 80–62 | 83–72  | 74–59 |
| 2    | ZVVZ USK Praha      | 6  | 4 | 2 | 475 | 442 | +33 | 10  | Segunda ronda   |  | 64–67 | —     | 100–85 | 82–68 |
| 3    | Umana Reyer Venezia | 6  | 3 | 3 | 460 | 463 | −3  | 9   | Segunda ronda   |  | 75–67 | 66–86 | —      | 82–68 |
| 4    | Uni Győr            | 6  | 0 | 6 | 404 | 485 | −81 | 6   | EuroCup 2024-25 |  | 74–86 | 76–81 | 59–80  | —     |

 Fuente: 

### Segunda ronda

#### Grupo E
| Pos. | Equipo               | PJ | G  | P | PF  | PC  | DP   | Pts | Clasificación               |       | MER   | SCH   | TAN   | LAN   | AVE   | ZAB   |
| ---- | -------------------- | -- | -- | - | --- | --- | ---- | --- | --------------------------- | ----- | ----- | ----- | ----- | ----- | ----- | ----- |
| 1    | CBK Mersin           | 12 | 11 | 1 | 935 | 776 | +159 | 23  | Play-in de semifinales      |       | —     | 86–52 | 80–76 | 74–67 | 79–62 | 88–74 |
| 2    | Beretta Famila Schio | 12 | 9  | 3 | 872 | 812 | +60  | 21  | Play-in de semifinales      |       | 83–71 | —     | 67–62 | 64–60 | 92–58 | 76–68 |
| 3    | Tango Bourges Basket | 12 | 7  | 5 | 912 | 813 | +99  | 19  | Play-in de cuartos de final |       | 66–77 | 72–84 | —     | 75–61 | 80–67 | 91–70 |
| 4    | Basket Landes        | 12 | 6  | 6 | 758 | 796 | −38  | 18  | Play-in de cuartos de final |       | 53–73 | 68–59 | 76–73 | —     | 59–58 | 76–60 |
| 5    | Perfumerías Avenida  | 12 | 5  | 7 | 783 | 818 | −35  | 17  |                             |       | 73–75 | 69–79 | 51–62 | 81–52 | —     | 64–58 |
| 6    | Žabiny Brno          | 12 | 3  | 9 | 812 | 881 | −69  | 15  |                             | 45–64 | 71–82 | 65–85 | 69–65 | 63–65 | —     |       |

 Fuente: FIBA

#### Grupo F
| Pos. | Equipo              | PJ | G  | P | PF  | PC  | DP   | Pts | Clasificación               |  | FEN   | VAL   | PRA     | CAS   | REY    | POL     |
| ---- | ------------------- | -- | -- | - | --- | --- | ---- | --- | --------------------------- |  | ----- | ----- | ------- | ----- | ------ | ------- |
| 1    | Fenerbahçe Opet     | 10 | 10 | 0 | 823 | 649 | +174 | 20  | Play-in de semifinales      |  | —     | 92–56 | 75–71   | 84–64 | 86–66  | 90–61   |
| 2    | Valencia Basket     | 10 | 7  | 3 | 753 | 732 | +21  | 17  | Play-in de semifinales      |  | 71–88 | —     | 82–60   | 90–82 | 83–72  | 15 ene. |
| 3    | ZVVZ USK Praha      | 10 | 5  | 5 | 740 | 719 | +21  | 15  | Play-in de cuartos de final |  | 54–63 | 64–67 | —       | 72–66 | 100–85 | 82–45   |
| 4    | Casademont Zaragoza | 10 | 5  | 5 | 663 | 680 | −17  | 15  | Play-in de cuartos de final |  | 69–80 | 64–79 | 73–68   | —     | 64–56  | 76–73   |
| 5    | Umana Reyer Venezia | 10 | 3  | 7 | 692 | 736 | −44  | 13  |                             |  | 71–79 | 75–67 | 66–86   | 39–44 | —      | 28 ene. |
| 6    | KGHM BC Polkowice   | 0  | 0  | 0 | 0   | 0   | 0    | 0   | Retirado                    |  | 88–90 | 56–66 | 22 ene. | 63–72 | 8 ene. | —       |

 Fuente: FIBA
Notas:
1. 1 2  ZVVZ USK Praha 140–139 Casademont Zaragoza
2. ↑  El 4 de enero de 2025, KGHM BC Polkowice se retiró de la competición por motivos financieros. [5] Todos los partidos que lo involucran serán anulados y no contarán para la clasificación.

## Play-ins

### Play-in de cuartos de final
| Equipo 1             | Agr.    | Equipo 2            | Ida   | Vuelta |
| -------------------- | ------- | ------------------- | ----- | ------ |
| Tango Bourges Basket | 139–128 | Casademont Zaragoza | 75–55 | 64–73  |
| ZVVZ USK Praha       | 141–111 | Basket Landes       | 72–68 | 69–43  |

Tango Bourges Basket vs. Casademont Zaragoza
| 19 de febrero de 2025 | Casademont Zaragoza                                                                                     | 55–75                                 | Tango Bourges Basket                                                              | Zaragoza |  |
| 20:00                 | Parciales: 14–15, 13–15, 13–24, 15–21                                                                   | Parciales: 14–15, 13–15, 13–24, 15–21 | Parciales: 14–15, 13–15, 13–24, 15–21                                             | |  |
|                       | Estadísticas Helena Pueyo (13) Nerea Hermosa (6) M. Ortiz, L. Flores, T. Atkinson (2) Helena Pueyo (14) | Reporte Pts Reb Asts Val              | Estadísticas (17) Tima Pouye (11) Artemis Spanou (4) Morgan Green (18) Tima Pouye | Pabellón: Pabellón Príncipe Felipe Asistencia: 4053 espectadores Árbitros: Lukasz Jankowski Silvia Marziali Jan Baloun |  |

| 26 de febrero de 2025 | Tango Bourges Basket                                                                | 64–73                                 | Casademont Zaragoza                                                                | Bourges |  |
| 20:00                 | Parciales: 19–23, 21–14, 12–15, 12–21                                               | Parciales: 19–23, 21–14, 12–15, 12–21 | Parciales: 19–23, 21–14, 12–15, 12–21                                              | |  |
|                       | Estadísticas Amy Okonkwo (17) Kariata Diaby (8) Laëtitia Guapo (6) Amy Okonkwo (22) | Reporte Pts Reb Asts Val              | Estadísticas (15) Marie Mané (10) Shante Evans (7) Mariona Ortiz (15) Helena Pueyo | Pabellón: Palais des Sports du Prado Asistencia: 4040 espectadores Árbitros: Jelena Tomic Mihkel Männiste Ritvars Helmsteins |  |

ZVVZ USK Praha vs. Basket Landes
| 19 de febrero de 2025 | Basket Landes                                                                                 | 68–72                                 | ZVVZ USK Praha                                                                           | Mont-de-Marsan |  |
| 19:30                 | Parciales: 26–20, 15–15, 10–18, 17–19                                                         | Parciales: 26–20, 15–15, 10–18, 17–19 | Parciales: 26–20, 15–15, 10–18, 17–19                                                    | |  |
|                       | Estadísticas Luisa Geiselsöder (13) Tres jugadoras (5) Leïla Lacan (4) Luisa Geiselsöder (15) | Reporte Pts Reb Asts Val              | Estadísticas (31) Brionna Jones (16) Brionna Jones (12) Maite Cazorla (39) Brionna Jones | Pabellón: Espace François Mitterrand Asistencia: 2600 espectadores Árbitros: Zdravko Rutesic Paulina Karolina Gajdosz Nikola Bejat |  |

| 26 de febrero de 2025 | ZVVZ USK Praha                                                                             | 69–43                                | Basket Landes                                                                                      | Praga |  |
| 19:00                 | Parciales: 12–6, 15–16, 21–10, 21–11                                                       | Parciales: 12–6, 15–16, 21–10, 21–11 | Parciales: 12–6, 15–16, 21–10, 21–11                                                               | |  |
|                       | Estadísticas Brionna Jones (21) Eziyoda Magbegor (11) Teja Oblak (7) Eziyoda Magbegor (23) | Reporte Pts Reb Asts Val             | Estadísticas (10) Luisa Geiselsöder (9) Luisa Geiselsöder (3) Yohanna Ewodo (14) Luisa Geiselsöder | Pabellón: Královka Arena Asistencia: 1289 espectadores Árbitros: Yasmina Alcaraz Petar Pesic Juozas Barkauskas |  |

### Play-in de semifinales
| Equipo 1        | Agr.    | Equipo 2             | Ida   | Vuelta |
| --------------- | ------- | -------------------- | ----- | ------ |
| CBK Mersin      | 149–166 | Valencia Basket      | 57–89 | 92–77  |
| Fenerbahçe Opet | 150–140 | Beretta Famila Schio | 86–80 | 64–60  |

CBK Mersin vs. Valencia Basket
| 19 de febrero de 2025 | Valencia Basket                                                                                    | 89–57                                | CBK Mersin | Valencia |  |
| 19:15                 | Parciales: 25–15, 13–20, 27–7, 24–15                                                               | Parciales: 25–15, 13–20, 27–7, 24–15 | Parciales: 25–15, 13–20, 27–7, 24–15                                                                           | |  |
|                       | Estadísticas Alina Iagupova (18) Kayla Alexander (10) L. Romero, K. Vītola (4) Alina Iagupova (22) | Reporte Pts Reb Asts Val             | Estadísticas (23) Marine Fauthoux (5) N. Howard, Y. Anderson (2) Y. Anderson, M. Johannès (19) Marine Fauthoux | Pabellón: Pabellón Fuente de San Luis Asistencia: 3110 espectadores Árbitros: Ciprian Stoica Veronika Obertová Valerio Grigrioni |  |

| 26 de febrero de 2025 | CBK Mersin                                                                                            | 92–77                                 | Valencia Basket                                                                              | Mersin |  |
| 19:30                 | Parciales: 21–15, 20–19, 25–26, 26–17                                                                 | Parciales: 21–15, 20–19, 25–26, 26–17 | Parciales: 21–15, 20–19, 25–26, 26–17                                                        | |  |
|                       | Estadísticas Marine Johannès (21) Natasha Howard (10) Marine Fauthoux (8) B. Carleton, M. Araujo (22) | Reporte Pts Reb Asts Val              | Estadísticas (16) Leonie Fiebich (13) Kayla Alexander (6) Yvonne Turner (21) Kayla Alexander | Pabellón: Servet Tazegül Arena Asistencia: 3000 espectadores Árbitros: Viola Györgyi Silvia Marziali Kirile Tvauri |  |

Fenerbahçe Opet vs. Beretta Famila Schio
| 19 de febrero de 2025 | Beretta Famila Schio                                                                             | 80–86                                 | Fenerbahçe Opet                                                                        | Schio |  |
| 19:15                 | Parciales: 17–24, 13–20, 19–14, 31–28                                                            | Parciales: 17–24, 13–20, 19–14, 31–28 | Parciales: 17–24, 13–20, 19–14, 31–28                                                  | |  |
|                       | Estadísticas Giorgia Sottana (24) Dorka Juhász (7) C. Verona, I. Dojkić (5) Giorgia Sottana (23) | Reporte Pts Reb Asts Val              | Estadísticas (29) Emma Meesseman (7) Emma Meesseman (7) Sevgi Uzun (31) Emma Meesseman | Pabellón: Palasport Livio Romare Asistencia: 2400 espectadores Árbitros: Branimir Galić Ewa Matuszewska Alin Faur |  |

| 26 de febrero de 2025 | Fenerbahçe Opet                                                                             | 64–60                               | Beretta Famila Schio                                                                   | Estambul |  |
| 19:00                 | Parciales: 24–17, 18–9, 8–14, 14–20                                                         | Parciales: 24–17, 18–9, 8–14, 14–20 | Parciales: 24–17, 18–9, 8–14, 14–20                                                    | |  |
|                       | Estadísticas Emma Meesseman (19) Emma Meesseman (10) Julie Allemand (7) Emma Meesseman (29) | Reporte Pts Reb Asts Val            | Estadísticas (25) Kitija Laksa (10) Dorka Juhász (6) Costanza Verona (27) Kitija Laksa | Pabellón: Ülker Sports Arena Asistencia: 980 espectadores Árbitros: Paulina Karolina Gajdosz Josip Jurcevic Blaz Zupancic |  |

## Final Six
|  | Cuartos de Final          | Cuartos de Final |                    |    | Semifinales | Semifinales            |                        |  | Final | Final |
|  |                           |                  |                    |    |             |                        |                        |  |       |       |
|  |                           |                  |                    |    |             |                        |                        |  |       |       |
|  |                           |                  |                    |    |             |                        |                        |  |       |       |
|  |                           |                  |                    |    |             |                        |                        |  |       |       |
|  | 11 de abril               |                  |                    |    |             |                        |                        |  |       |       |
|  |                           |                  |                    |    |             |                        |                        |  |       |       |
|  | Valencia Basket           | 66               |                    |    |             |                        |                        |  |       |       |
|  | Valencia Basket           | 66               | 9 de abril         |    |             |                        |                        |  |       |       |
|  |                           |                  | Çukurova BK Mersin | 68 |             |                        |                        |  |       |       |
|  | Çukurova BK Mersin        | 66               | Çukurova BK Mersin | 68 |             |                        |                        |  |       |       |
|  | Çukurova BK Mersin        | 66               | 13 de abril        |    |             |                        |                        |  |       |       |
|  | Tango Bourges Basket      | 59               |                    |    |             |                        |                        |  |       |       |
|  | Tango Bourges Basket      | 59               | Çukurova BK Mersin | 53 |             |                        |                        |  |       |       |
|  |                           |                  | Çukurova BK Mersin | 53 |             |                        |                        |  |       |       |
|  |                           | ZVVZ USK Praha   | 66                 |    |             |                        |                        |  |       |       |
|  |                           | ZVVZ USK Praha   | 66                 |    |             |                        |                        |  |       |       |
|  | 11 de abril               |                  |                    |    |             |                        |                        |  |       |       |
|  |                           |                  |                    |    |             |                        |                        |  |       |       |
|  | Fenerbahçe Alagöz Holding | 71               |                    |    |             |                        |                        |  |       |       |
|  | Fenerbahçe Alagöz Holding | 71               | 9 de abril         |    |             |                        |                        |  |       |       |
|  |                           |                  | ZVVZ USK Praha     | 91 |             | Tercer y cuarto puesto | Tercer y cuarto puesto |  |       |       |
|  | Beretta Famila Schio      | 72               | ZVVZ USK Praha     | 91 |             | Tercer y cuarto puesto | Tercer y cuarto puesto |  |       |       |
|  | Beretta Famila Schio      | 72               | 13 de abril        |    |             |                        |                        |  |       |       |
|  | ZVVZ USK Praha            | 79               |                    |    |             |                        |                        |  |       |       |
|  | ZVVZ USK Praha            | 79               | Valencia Basket    | 49 |             |                        |                        |  |       |       |
|  |                           |                  |                    |    |             |                        |                        |  |       |       |
|  | Fenerbahçe Alagöz Holding | 59               |                    |    |             |                        |                        |  |       |       |
|  | Fenerbahçe Alagöz Holding | 59               |                    |    |             |                        |                        |  |       |       |

#### Cuartos de final
| 9 de abril de 2025 | Beretta Famila Schio                                                                                  | 72–79                                 | ZVVZ USK Praha                                                                                    | Zaragoza |  |
| 17:30              | Parciales: 18–19, 17–28, 19–14, 18–18                                                                 | Parciales: 18–19, 17–28, 19–14, 18–18 | Parciales: 18–19, 17–28, 19–14, 18–18                                                             | |  |
|                    | Estadísticas J. Salaün, J. Keys (13) J. Salaün, J. Keys (6) Costanza Verona (12) Costanza Verona (14) | Reporte Pts Reb Asts Val              | Estadísticas (19) Valériane Ayayi (13) Eziyoda Magbegor (6) Teja Oblak (16) V. Ayayi, E. Magbegor | Pabellón: Pabellón Príncipe Felipe Asistencia: 2180 espectadores Árbitros: Ariadna Chueca Péter Praksch Mihkel Männiste |  |

| 9 de abril de 2025 | CBK Mersin                                                                                   | 66–59                                 | Tango Bourges Basket                                                                    | Zaragoza |  |
| 20:30              | Parciales: 16–21, 16–10, 18–18, 16–10                                                        | Parciales: 16–21, 16–10, 18–18, 16–10 | Parciales: 16–21, 16–10, 18–18, 16–10                                                   | |  |
|                    | Estadísticas Natasha Howard (15) Natasha Howard (10) Iliana Rupert (6) Karlie Samuelson (20) | Reporte Pts Reb Asts Val              | Estadísticas (14) Amy Okonkwo (8) Pauline Astier (6) Pauline Astier (18) Pauline Astier | Pabellón: Pabellón Príncipe Felipe Asistencia: 2430 espectadores Árbitros: Paulina Karolina Gajdosz Ventsislav Velikov Gintaras Mačiulis |  |

#### Semifinales
| 11 de abril de 2025 | Fenerbahçe Opet                                                                                              | 71–91                                 | ZVVZ USK Praha                                                                                     | Zaragoza |  |
| 17:30               | Parciales: 25–27, 12–19, 13–22, 21–23                                                                        | Parciales: 25–27, 12–19, 13–22, 21–23 | Parciales: 25–27, 12–19, 13–22, 21–23                                                              | |  |
|                     | Estadísticas Gabby Williams (20) E. Meesseman, N. Sabally (4) Julie Allemand (7) N. Sabally, J. Allemand (7) | Reporte Pts Reb Asts Val              | Estadísticas (16) E. Magbegor, B. Jones (16) Eziyoda Magbegor (8) Teja Oblak (29) Eziyoda Magbegor | Pabellón: Pabellón Príncipe Felipe Asistencia: 3082 espectadores Árbitros: Ariadna Chueca Paulina Karolina Gajdosz Péter Praksch |  |

| 11 de abril de 2025 | Valencia Basket                                                                               | 66–68                                 | CBK Mersin                                                                                 | Zaragoza |  |
| 20:30               | Parciales: 20–17, 12–21, 14–12, 20–18                                                         | Parciales: 20–17, 12–21, 14–12, 20–18 | Parciales: 20–17, 12–21, 14–12, 20–18                                                      | |  |
|                     | Estadísticas Kayla Alexander (14) Kayla Alexander (9) Leticia Romero (5) Kayla Alexander (22) | Reporte Pts Reb Asts Val              | Estadísticas (16) Natasha Howard (8) Natasha Howard (4) Tres jugadoras (17) Natasha Howard | Pabellón: Pabellón Príncipe Felipe Asistencia: 4642 espectadores Árbitros: Gintaras Mačiulis Ivana Ivanović Mihkel Männiste |  |

#### Tercer lugar
| 13 de abril de 2025 | Valencia Basket                                                                  | 49–59                               | Fenerbahçe Opet                                                         | Zaragoza |  |
| 17:00               | Parciales: 8–12, 21–13, 13–18, 7–16                                              | Parciales: 8–12, 21–13, 13–18, 7–16 | Parciales: 8–12, 21–13, 13–18, 7–16                                     | |  |
|                     | Estadísticas Leonie Fiebich (15) Stephanie Mavunga (9) L. Fiebich, Y. Turner (3) | Reporte Pts Reb Asts                | Estadísticas (16) Emma Meesseman (10) Emma Meesseman (9) Gabby Williams | Pabellón: Pabellón Príncipe Felipe Asistencia: 3217 espectadores Árbitros: Ventsislav Velikov Veronika Obertová Péter Praksch |  |

#### Final
| 13 de abril de 2025 | CBK Mersin                                                                                    | 53–66                                | ZVVZ USK Praha                                                                       | Zaragoza |  |
| 20:00               | Parciales: 17–24, 12–18, 13–7, 11–17                                                          | Parciales: 17–24, 12–18, 13–7, 11–17 | Parciales: 17–24, 12–18, 13–7, 11–17                                                 | |  |
|                     | Estadísticas Natasha Howard (19) N. Howard, I. Rupert (7) Y. Anderson (4) Natasha Howard (18) | Reporte Pts Reb Asts Val             | Estadísticas (24) Brionna Jones (11) Brionna Jones (5) Teja Oblak (30) Brionna Jones | Pabellón: Pabellón Príncipe Felipe Asistencia: 4287 espectadores Árbitros: Ariadna Chueca Paulina Karolina Gajdosz Mihkel Männiste |  |